# Kopet Dag
Kopet Dag, Kopet-Dag, Köpet Dag (Koppeh Dagh) és una serralada muntanyosa en la frontera entre Turkmenistan i l'Iran; s'estén durant 650 km a través de la frontera, a l'est de la mar Càspia. El cim més alt fa 2.940 m (a Turkmenistan). A l'Iran, el cim més alt fa 3.191 m.
Aquesta serralada té estacions d'esquí malgrat haver-hi poca neu.

## Topografia
La regió del Kopet Dag està caracteritzada pels turons i els pendents secs i sorrencs, els altiplans i les rambles. Hi ha terratrèmols potents.

## Arqueologia
Als turons del Kopet-Dag, prop d'Aşgabat, hi ha les restes arqueològiques de civilització parta, ciutat de Nisa.

## Plantes

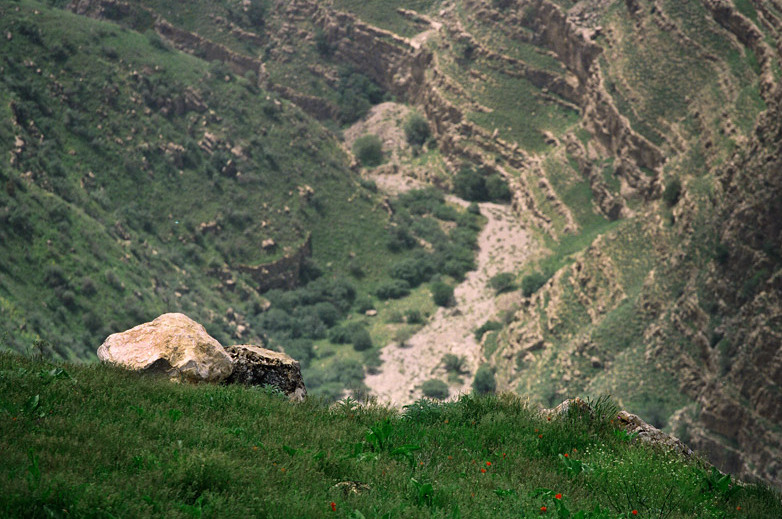
El Kopet Dag al maig

Les arbredes contenen molts fruits, arbusts i lianes profitoses; entre aquests, hi ha les plantes silvestres del magraner (Punica granatum), vinyes Vitis sylvestris, figuera (Ficus carica), pomera silvestre (Malus turkmenorum), perera silvestre (Pyrus boissieriana), cirerers silvestres (Cerasus microcarpa, C. erythrocarpa, C. blinovskii), prunera silvestre (Prunus divaricata), ametller (Amygdalus communis=Prunus dulcis, i A. scoparia=Prunus scoparia), i arços (Crataegus spp.).